# Каратал (Айиртауський район)
Карата́л (каз. Қаратал) — село у складі Айиртауського району Північноказахстанської області Казахстану. Адміністративний центр Каратальського сільського округу.
Населення — 285 осіб (2021; 473 у 2009, 641 у 1999, 767 у 1989).
Національний склад станом на 1989 рік:
- казахи — 100 %.